# Jean-François Jenny-Clark
Jean-François „J.-F.“ Jenny-Clark (* 12. Juli 1944 in Toulouse; † 6. Oktober 1998 in Paris) war ein französischer Kontrabassist. Er galt als einer der bedeutendsten und versiertesten Bassisten des europäischen Jazz seiner Zeit.

## Leben und Wirken
Seine Familie stammt aus den USA. Nach zwei Jahren autodidaktischer Beschäftigung mit dem Kontrabass schrieb er sich am Pariser Conservatoire National de Music, wo er 1968 seine Studien mit einem ersten Preis abschließt. Mit dem Schlagzeuger Aldo Romano baute er während des Studiums ein Rhythmusgespann auf, das 1965 die Basis für die Free-Jazz-Gruppe von Bernard Vitet und für Don Cherrys Quintett ebenso bildete wie für Konzerte mit Keith Jarrett (um 1970) und 1975 für Jasper van’t Hofs Rockjazz-Gruppe Pork Pie (mit Charlie Mariano). Daneben arbeitete er mit Michel Portal, Barney Wilen, Steve Lacy, Charles Tolliver, Steve Kuhn oder Slide Hampton.
Als Mitglied von Diego Massons Ensemble Musique Vivante führte er aber auch Werke der zeitgenössischen Musik von John Cage, Luciano Berio, Mauricio Kagel, Karlheinz Stockhausen, Pierre Boulez oder Vinko Globokar auf.
Von 1984 bis 1987 leitete er gemeinsam mit Albert Mangelsdorff das Deutsch-Französische Jazz-Ensemble. Seit ungefähr 1985 war Jenny-Clark aber hauptsächlich im Trio mit dem Pianisten Joachim Kühn und dem Schlagzeuger Daniel Humair zu hören. Diese fantastisch eingespielte Ausnahme-Gruppe zeichnete sich durch ein ausgewogenes Nebeneinander von feinsten Nuancierungen und Powerplay aus und wurde gelegentlich auch durch Michel Portal erweitert (vgl. 9-11 P.M. Town Hall, 1988).
Sein Timing, seine Intonation, und sein Gespür für sensibles Ensemblespiel machten Jenny-Clark zum begehrten „Begleiter“. Er hat beispielsweise mit Don Cherry, Karl Berger, Joe Henderson, Gato Barbieri, Chet Baker, Stan Getz, Helen Merrill, Richard Galliano, Michel Petrucciani und Martial Solal gearbeitet. Jenny-Clark, der mit 54 Jahren an Lungenkrebs starb, hat nur ein einziges Album unter eigenem Namen eingespielt (Unison, 1987).
1974 wurde er mit dem Prix Django Reinhardt ausgezeichnet.